# Liste des municipalités de l'État de Bahia
L'État de Bahia au Brésil compte 417 municipalités (municípios en portugais).

## Municipalités

### A
- Abaíra
- Abaré
- Acajutiba
- Adustina
- Água Fria
- Aiquara
- Alagoinhas
- Alcobaça
- Almadina
- Amargosa
- Amélia Rodrigues
- América Dourada
- Anagé
- Andaraí
- Andorinha
- Angical
- Anguera
- Antas
- Antônio Cardoso
- Antônio Gonçalves
- Aporá
- Apuarema
- Aracatu
- Araças
- Araci
- Aramari
- Arataca
- Aratuípe
- Aurelino Leal

### B
- Baianópolis
- Baixa Grande
- Banzaê
- Barra
- Barra da Estiva
- Barra do Choça
- Barra do Mendes
- Barra do Rocha
- Barreiras
- Barro Alto
- Barrocas
- Barro Preto
- Belmonte
- Belo Campo
- Biritinga
- Boa Nova
- Boa Vista do Tupim
- Bom Jesus da Lapa
- Bom Jesus da Serra
- Boninal
- Bonito
- Boquira
- Botuporã
- Brejões
- Brejolândia
- Brotas de Macaúbas
- Brumado
- Buerarema
- Buritirama

### C
- Caatiba
- Cabaceiras do Paraguaçu
- Cachoeira
- Caculé
- Caém
- Caetanos
- Caetité
- Cafarnaum
- Cairu
- Caldeirão Grande
- Camacan
- Camaçari
- Camamu
- Campo Alegre de Lourdes
- Campo Formoso
- Canápolis
- Canarana
- Canavieiras
- Candeal
- Candeias
- Candiba
- Cândido Sales
- Cansanção
- Canudos
- Capela do Alto Alegre
- Capim Grosso
- Caraíbas
- Caravelas
- Cardeal da Silva
- Carinhanha
- Casa Nova
- Castro Alves
- Catolândia
- Catu
- Caturama
- Central
- Chorrochó
- Cícero Dantas
- Cipó
- Coaraci
- Cocos
- Conceição da Feira
- Conceição do Almeida
- Conceição do Coité
- Conceição do Jacuípe
- Conde
- Condeúba
- Contendas do Sincorá
- Coração de Maria
- Cordeiros
- Coribe
- Coronel João Sá
- Correntina
- Cotegipe
- Cravolândia
- Crisópolis
- Cristópolis
- Cruz das Almas
- Curaçá

### D/H
- Dário Meira
- Dias d'Ávila
- Dom Basílio
- Dom Macedo Costa
- Elísio Medrado
- Encruzilhada
- Entre Rios
- Érico Cardoso
- Esplanada
- Euclides da Cunha
- Eunápolis
- Fátima
- Feira da Mata
- Feira de Santana
- Filadélfia
- Firmino Alves
- Floresta Azul
- Formosa do Rio Preto
- Gandu
- Gavião
- Gentio do Ouro
- Glória
- Gongogi
- Governador Mangabeira
- Guajeru
- Guanambi
- Guaratinga
- Heliópolis

### I
- Iaçu
- Ibiassucê
- Ibicaraí
- Ibicoara
- Ibicuí
- Ibipeba
- Ibipitanga
- Ibiquera
- Ibirapitanga
- Ibirapuã
- Ibirataia
- Ibitiara
- Ibititá
- Ibotirama
- Ichu
- Igaporã
- Igrapiúna
- Iguaí
- Ilhéus
- Inhambupe
- Ipecaetá
- Ipiaú
- Ipirá
- Ipupiara
- Irajuba
- Iramaia
- Iraquara
- Irará
- Irecê
- Itabela
- Itaberaba
- Itabuna
- Itacaré
- Itaeté
- Itagi
- Itagibá
- Itagimirim
- Itaguaçu da Bahia
- Itaju do Colônia
- Itajuípe
- Itamaraju
- Itamari
- Itambé
- Itanagra
- Itanhém
- Itaparica
- Itapé
- Itapebi
- Itapetinga
- Itapicuru
- Itapitanga
- Itaquara
- Itarantim
- Itatim
- Itiruçu
- Itiúba
- Itororó
- Ituaçu
- Ituberá
- Iuiú

### J/L
- Jaborandi
- Jacaraci
- Jacobina
- Jaguaquara
- Jaguarari
- Jaguaripe
- Jandaíra
- Jequié
- Jeremoabo
- Jiquiriçá
- Jitaúna
- João Dourado
- Juazeiro
- Jucuruçu
- Jussara
- Jussari
- Jussiape
- Lafaiete Coutinho
- Lagoa Real
- Laje
- Lajedão
- Lajedinho
- Lajedo do Tabocal
- Lamarão
- Lapão
- Lauro de Freitas
- Lençóis
- Licínio de Almeida
- Livramento de Nossa Senhora
- Luís Eduardo Magalhães

### M/O
- Macajuba
- Macarani
- Macaúbas
- Macururé
- Madre de Deus
- Maetinga
- Maiquinique
- Mairi
- Malhada
- Malhada de Pedras
- Manoel Vitorino
- Mansidão
- Maracás
- Maragogipe
- Maraú
- Marcionílio Souza
- Mascote
- Mata de São João
- Matina
- Medeiros Neto
- Miguel Calmon
- Milagres
- Mirangaba
- Mirante
- Monte Santo
- Morpará
- Morro do Chapéu
- Mortugaba
- Mucugê
- Mucuri
- Mulungu do Morro
- Mundo Novo
- Muniz Ferreira
- Muquém de São Francisco
- Muritiba
- Mutuípe
- Nazaré
- Nilo Peçanha
- Nordestina
- Nova Canaã
- Nova Fátima
- Nova Ibiá
- Nova Itarana
- Nova Redenção
- Nova Soure
- Nova Viçosa
- Novo Horizonte
- Novo Triunfo
- Olindina
- Oliveira dos Brejinhos
- Ouriçangas
- Ourolândia

### P/R
- Palmas de Monte Alto
- Palmeiras
- Paramirim
- Paratinga
- Paripiranga
- Pau Brasil
- Paulo Afonso
- Pé de Serra
- Pedrão
- Pedro Alexandre
- Piatã
- Pilão Arcado
- Pindaí
- Pindobaçu
- Pintadas
- Piraí do Norte
- Piripá
- Piritiba
- Planaltino
- Planalto
- Poções
- Pojuca
- Ponto Novo
- Porto Seguro
- Potiraguá
- Prado
- Presidente Dutra
- Presidente Jânio Quadros
- Presidente Tancredo Neves
- Queimadas
- Quijingue
- Quixabeira
- Rafael Jambeiro
- Remanso
- Retirolândia
- Riachão das Neves
- Riachão do Jacuípe
- Riacho de Santana
- Ribeira do Amparo
- Ribeira do Pombal
- Ribeirão do Largo
- Rio de Contas
- Rio do Antônio
- Rio do Pires
- Rio Real
- Rodelas
- Ruy Barbosa

### S
- Salinas da Margarida
- Salvador de Bahia (capitale de l'État de Bahia)
- Santa Bárbara
- Santa Brígida
- Santa Cruz Cabrália
- Santa Cruz da Vitória
- Santa Inês
- Santaluz
- Santa Luzia
- Santa Maria da Vitória
- Santana
- Santanópolis
- Santa Rita de Cássia
- Santa Teresinha
- Santo Amaro
- Santo Antônio de Jesus
- Santo Estêvão
- São Desidério
- São Domingos
- São Félix
- São Félix do Coribe
- São Felipe
- São Francisco do Conde
- São Gabriel
- São Gonçalo dos Campos
- São José da Vitória
- São José do Jacuípe
- São Miguel das Matas
- São Sebastião do Passé
- Sapeaçu
- Sátiro Dias
- Saubara
- Saúde
- Seabra
- Sebastião Laranjeiras
- Senhor do Bonfim
- Serra do Ramalho
- Sento Sé
- Serra Dourada
- Serra Preta
- Serrinha
- Serrolândia
- Simões Filho
- Sítio do Mato
- Sítio do Quinto
- Sobradinho
- Souto Soares

### T/X
- Tabocas do Brejo Velho
- Tanhaçu
- Tanque Novo
- Tanquinho
- Taperoá
- Tapiramutá
- Teixeira de Freitas
- Teodoro Sampaio
- Teofilândia
- Teolândia
- Terra Nova
- Tremedal
- Tucano
- Uauá
- Ubaíra
- Ubaitaba
- Ubatã
- Uibaí
- Umburanas
- Una
- Urandi
- Uruçuca
- Utinga
- Valença
- Valente
- Várzea da Roça
- Várzea do Poço
- Várzea Nova
- Varzedo
- Vera Cruz
- Vereda
- Vitória da Conquista
- Wagner
- Wanderley
- Wenceslau Guimarães
- Xique-Xique

## Sources
- Infos supplémentaires (cartes simple et en PDF, et informations sur l'État).
- Infos sur les municipalités du Brésil
- Liste alphabétique des municipalités du Brésil